# Hilethera hierichonica
Hilethera hierichonica är en insektsart som beskrevs av Boris Petrovich Uvarov 1923. Hilethera hierichonica ingår i släktet Hilethera och familjen gräshoppor. Inga underarter finns listade i Catalogue of Life.